# マリーゴールド (あいみょんの曲)
「マリーゴールド」は、あいみょんのメジャー5枚目のシングル。ワーナーミュージック・ジャパン内のレーベル「unBORDE」から2018年8月8日に発売された。『第69回NHK紅白歌合戦』歌唱曲。

## 解説
前作「満月の夜なら」から約3ヶ月半という短いスパンで発表されたシングル。
ジャケットアートワークと表題曲「マリーゴールド」のサビ部分を試聴できる50秒弱のティーザー映像“very short movie”のクリエイティブ・ディレクションは前作までと同様、とんだ林蘭が担当。
「マリーゴールド」は山田智和が監督を務めたMVが制作され、中国・上海において6月末に2日間かけて撮影された。あいみょんにとってはこれが初の海外撮影だった。撮影場所の候補として北海道と上海が挙がり、あいみょんは飛行機が苦手で「絶対北海道がいい!」と言っていたが結局上海になった。スケートボードのシーンは昔の上海の街並みを再現した上海影視楽園で豪雨の中で撮影され、あいみょんは「マジであの雨は凄かった。最初は雨止むの待とうってなったけど、急に降ってくるから、最終的にこのままいこうってなりました」と語り、結局上海になったことについても「もしあの時に監督の案を無視して「上海は絶対にない!」って言ってたら、あの雨の映像も撮れてないですからね」「今考えると本当によかった」と振り返っている。

## 記録
Billboard JAPAN調べによると、2019年6月3日付チャートの集計時点で「マリーゴールド」のストリーミング累計再生回数が1億回を突破した。2016年12月にBillboard JAPANがストリーミング集計を開始して以来、日本国内アーティスト初の達成となった。その後、2020年2月には2億回を突破、同年10月に3億回を突破した。
ストリーミングチャートのBillboard Japan Streaming Songsでは、2019年1月14日付から5月27日付まで20週連続で1位を記録した。
2019年7月14日、「マリーゴールド」のYouTubeでのミュージック・ビデオ再生回数が、1億回を突破した。
日本音楽著作権協会（JASRAC）の著作権使用料分配額（国内作品）ランキングでは、2019年度の年間6位を獲得した。また2021年にはNexTone Award 2021でGold Medalを獲得している。

## 収録曲

### 楽曲クレジット
| 全作詞・作曲: あいみょん。 |                                   |            |            |                                                               |       |
| #                          | タイトル                          | 作詞       | 作曲・編曲 | 編曲                                                          | 時間  |
| 1.                         | 「マリーゴールド」                | あいみょん | あいみょん | 立崎優介、田中ユウスケ（共同編曲、プログラミング&全楽器演奏） | 5：08 |
| 2.                         | 「あなたのために」                | あいみょん | あいみょん | Tomi Yo                                                       | 4：20 |
| 3.                         | 「マリーゴールド (Instrumental)」 | あいみょん | あいみょん | 立崎優介、田中ユウスケ（共同編曲、プログラミング&全楽器演奏） | 5：06 |

### 楽曲解説
1. マリーゴールド
夏の風景に男女の恋愛模様を重ねたラブソング[16]。あいみょん自身は歌詞に「切なさが全面に出てる」と評している。
曲自体は前年の9月、前シングルの「満月の夜なら」より先に出来ていたが、時期が同じサマーソング「君はロックを聴かない」のリリースと近かったこともあり、このタイミングでのリリースとなった[17]。「君はロックを聴かない」というテーマの曲を超えるためにサウンドのアレンジには時間をかけた[17]。
作詞作曲は最初に思い付いたサビのフレーズから「風と切なさ」を連想して、そこから曲を膨らませて書き進めて行った[18]。
歌詞については、本人は「愛し合ってる2人が昔を懐かしんでるような、現在進行形のラブソング」としてこの曲を書いたが、色によって様々な花言葉を持つマリーゴールドのように、聴く人によって色々な捉え方がある曲であって欲しいと語っている[17][18]。
2020年には、自身が出演した麒麟麦酒「淡麗グリーンラベル」のCMで、アコースティックバージョンを演奏した[19]。
2. あなたのために
リリースより3年ほど前、20歳の頃に制作された楽曲で、シングル表題曲「マリーゴールド」の後に聴いて耳になじむような曲ということと、そろそろこの曲を発表したかったという理由で選曲された[17]。
歌詞は男性への一途な恋模様を女性目線で表現したもの[5][16]。「誰かのためにと言いながらやってたことも、結局それは自分がよく思われたいからんなんじゃないか」、という考えがこめられている[17]。

## テレビ演奏
- 2018年8月3日 - 日本テレビ系『バズリズム02』
- 2018年8月8日 - 日本テレビ系『スッキリ』コーナー「HARUNAまとめ」
- 2018年8月11日 - TBS系『CDTV』
- 2018年8月17日 - テレビ朝日系『ミュージックステーション』
- 2018年12月21日 - テレビ朝日系『ミュージックステーション スーパーライブ2018』
- 2018年12月31日 - NHK総合『第69回NHK紅白歌合戦』
- 2019年2月9日 - TBS系『CDTV』
- 2019年2月15日 - テレビ朝日系『ミュージックステーション』
- 2019年2月16日 - NHK総合『SONGS』